# Bernard de La Rochefoucauld
Bernard de La Rochefoucauld, né en 1901 et mort en déportation en 1944, est un ingénieur, membre de la Résistance française.

## Biographie

Bernard de La Rochefoucauld, résistant, mort en déportation.

Né à Paris 7e le 23 février 1901, Bernard de La Rochefoucauld est un membre de la famille de La Rochefoucauld. Il est le troisième fils du comte Pierre de La Rochefoucauld, dit « le duc de La Roche-Guyon » et de Marie-Sophie-Gildippe Odoard du Hazey. À la mort de sa mère en 1926, il hérite du château de Versainville, où il vivait déjà l’essentiel de son temps.
Maire de Versainville, il est un membre actif de la Résistance à Falaise et ses environs au sein du réseau Prosper. Arrêté à Paris sur dénonciation, au début de l’été 1943, il meurt le 4 juin 1944 au camp de concentration de Flossenbürg.
Sa seconde épouse, Yvonne Crépon (1902-1999), est aussi arrêtée dans des conditions analogues et subit toutes les affres de la captivité jusqu'à la libération des camps par les alliés.

## Vie privée
Bernard de La Rochefoucauld épouse à Paris en 1929 Madeleine de Marmier, fille d'Étienne de Marmier, 4e duc de Marmier, et de Claire de Kersaint.
En 1939, il se remarie avec Yvonne Crépon (1902-1999), fille de Lucien Crépon et de Pauline Crépon.
Il n'eut pas d'enfant.

## Hommages
Son nom a été donné à une rue de Falaise et à une rue de Versainville, dans la campagne de Falaise.

## Distinctions
- Chevalier de la Légion d'honneur
- Croix de guerre 1939–1945
- Médaille de la Résistance française à titre posthume (décret du 6 août 1955)[4]